# 南奥羽方言
南奥羽方言（みなみおううほうげん）または南奥方言（なんおうほうげん）は、東北方言のうち、岩手県南部（旧仙台藩領)・宮城県・山形県内陸部（村山・置賜・最上）・福島県で話される方言の総称である。
江戸時代を通して会津藩に統治された新潟県東蒲原郡で話される方言を含む場合もある。また福島県中通り南部の白河方言は栃木弁（那須方言）に近いため、東北に属しながらも東関東方言に含める場合があり、逆に茨城弁、特に県北方言（多賀郡など）については岩城弁の影響を受けているため、南奥羽方言に含める場合もある。
北奥羽方言と比較した場合に、崩壊アクセント（無アクセント）であり（ただし仙北方言や岩手県南方言は東京式アクセント）、シとス、チとツ、ジ（ヂ）とズ（ヅ）の発音がス・ツ・ズになるという特徴を持つ。

## 下位方言
- 仙台弁（宮城県および福島県・岩手県のうち旧仙台藩領）
  - 仙南方言（宮城県南部および福島県新地町）
  - 仙北方言（宮城県北部）
  - 仙台方言（狭義の仙台弁。宮城県中部）
  - 岩手県南部方言（岩手県南部）
  - 三陸方言（宮城県および、岩手県の沿岸部）
- 山形弁（山形県内陸部）
  - 置賜方言（置賜地方）
  - 村山方言（村山地方）
  - 最上方言（最上地方）
- 福島弁（福島県）
  - 中通り方言（福島県中通り）
    - 信達方言（狭義の福島弁。中通り北部）
    - 積達方言（郡山弁。中通り中部）
    - 白河方言（白河弁。中通り南部）

  - 浜通り方言（福島県浜通り）
    - 相馬弁（夜ノ森以北）
    - 岩城弁（夜ノ森以南）

  - 会津方言（福島県会津地方。新潟県東蒲原郡阿賀町は会津藩領であった歴史的経緯から、当地で話される方言も南奥羽方言に含まれることがある）